# Ernesto Bergamasco
Ernesto Bergamasco (Torre Annunziata, Italia; 17 de febrero de 1950 – Torre Annunziata, Italia; 17 de marzo de 2024) fue un boxeador y entrenador de boxeo de Italia de la categoría de peso superligero.

## Carrera

### Boxeador
Fue campeón nacional italiano en la división de peso superligero. En 1971 en Udine Ernesto ganó el campeonato amateur venciendo a Antonio Chiodoni. En 1972 en Roma Ernesto tuvo su primer defensa exitosa al vencer a Stefano Oppo.
Ernesto también representó a Italia en eventos internacionales. Participó en los Juegos Olímpicos de Múnich 1972 en la categoría de peso superligero donde perdió en la primera ronda ante Bantow Srisook de Tailandia (4ː1).
Pasó al boxeo profesional luego de su participación olímpica. Tuvo una racha de 19 victorias consecutivas, incluyendo al excampeón nacional de peso ligero, Bruno Melissano. El 25 de septiembre de 1974 peleó por el título italiano de peso superligero, pero perdió por knockout técnico en el segundo asalto ante Bruno Freschi. Regresaría con una racha de seis victorias seguidas, pero entre 1975 y 1977 solo ganó seis de sus 14 peleas. Sin embargo, hizo sufrir al argentino naturalizado italiano Juan José Giménez, quien retaría al campeón Leroy Haley del WBC y a Patrizio Oliva por el título europeo.
El 3 de febrero de 1978 le fue dada la oportunidad de pelear por el título nacional superligero, pero sería derrotado por el eventual campeón europeo Giuseppe Martinese por TKO en el octavo asalto. Esa sería la última pelea de su carrera.

### Entrenador
Fundó y entrenó en uno de los más famosos clubes de boxeo en la zona del Vesuvio, el  Oplonti Boxing , entrenando a varios boxeadores como su hijo Raffaele Bergamasco, al multicampeón italiano Alfonso Pinto (medallista de plata en Europa) y Pietro Aurino, quien perdió en Londres en 2000 su pelea titular por el título de peso cruzero WBO.